# Axel Buyse

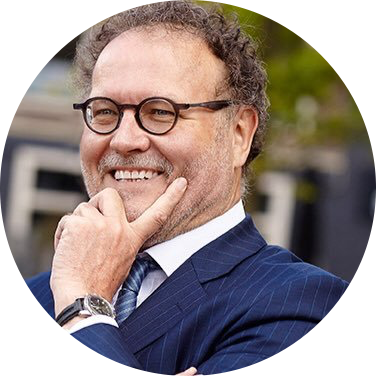
Axel Buyse, foto Dick Holthuis

Axel Jules Buyse (Kortrijk, 27 april 1955) was van 1 januari 2019 tot mei 2022 de hoogste diplomatieke Vertegenwoordiging van Vlaanderen bij de Europese Unie als Algemeen Afgevaardigde van de Vlaamse Regering bij de EU. Tegenwoordig is hij werkzaam als raadgever binnen- en buitenlandse politiek en doceert hij aan de Vlaamse Diplomatieke Academie.

## Levensloop
Axel Buyse studeerde geschiedenis en politieke wetenschappen aan de KU Leuven. Buyse was gedurende negentien jaar buitenlandjournalist, waarvan vijf jaar chef-buitenlandredactie en commentator bij De Standaard. Buyse was gedurende jaren de specialist inzake Centraal en Zuidelijk Afrika en schreef ook over de Balkan en later de algemene veiligheidsproblematiek. Hij verbleef langere periodes in Afrika, in het voormalige Joegoslavië, in de Verenigde Staten en in Rusland. 
Op 1 januari 2003 begon hij aan zijn carrière als diplomaat in Den Haag. Hij was betrokken bij het tot stand komen van onder meer de Scheldeverdragen tussen Vlaanderen en Nederland in 2005. Vervolgens was hij van 1 september 2008 tot 31 augustus 2014 Algemeen Afgevaardigde van de Vlaamse Regering op de Permanente Vertegenwoordiging van België bij de Europese Unie in Brussel. Op 1 september 2014 werd Buyse Algemeen Afgevaardigde van de Vlaamse Regering in Den Haag. Hij vertegenwoordigde namens de Vlaamse regering de deelstaat Vlaanderen in Nederland. Hij voerde onder meer de onderhandelingen aan over een nieuw samenwerkingsakkoord tussen de Vlaamse overheid en het Nederlands Loodswezen.
Op 1 januari 2003 begon hij aan zijn carrière als diplomaat in Den Haag. Hij was betrokken bij het tot stand komen van onder meer de Scheldeverdragen tussen Vlaanderen en Nederland in 2005. Vervolgens was hij van 1 september 2008 tot 31 augustus 2014 Algemeen Afgevaardigde van de Vlaamse Regering op de Permanente Vertegenwoordiging van België bij de Europese Unie in Brussel. Op 1 september 2014 werd Buyse Algemeen Afgevaardigde van de Vlaamse Regering in Den Haag. Hij vertegenwoordigde namens de Vlaamse regering de deelstaat Vlaanderen in Nederland. Hij voerde onder meer de onderhandelingen aan over een nieuw samenwerkingsakkoord tussen de Vlaamse overheid en het Nederlands Loodswezen.
In 2011 werd Buyse tot Overheidsmanager van het jaar benoemd, samen met toenmalig federaal en tegenwoordig Europees diplomaat Didier Seeuws, voor zijn inzet voor het welslagen van de Vlaamse inbreng in het Belgisch Voorzitterschap van de Raad van de Europese Unie, in de tweede helft van 2010. In 2013 kreeg Buyse de Orde van de Vlaamse Leeuw uitgereikt voor een "consequente en kordate houding in de sociale en culturele ontvoogding van de Vlamingen, prestaties die de integratie van de Nederlanden bevorderen of acties en initiatieven met het oog op de uitstraling van de Nederlandse taal en cultuur".

Vanaf 1 september 2014 nam hij de hoogste diplomatieke vertegenwoordiging van Vlaanderen in Nederland in Den Haag waar. Dit als Algemene Afgevaardigde van de Vlaamse Regering in Nederland. Deze post verliet hij eind 2018 toen hij de Algemeen Afgevaardigde van de Vlaamse Regering bij de EU werd. Deze positie zou hij bekleden tot zijn pensioen in mei 2022. Naar aanleiding van het afsluiten van zijn opdracht in Nederland werd hij opgenomen als 'officier' in de Orde van Oranje-Nassau, omwille van zijn verdiensten bij de bevordering van de relaties tussen Nederland en Vlaanderen.

Sindsdien is Axel Buyse hoodzakelijk werkzaam als consultant voor onder andere het Departement Kanselarij & Buitenlandse Zaken van de Vlaamse Overheid en voor de Nederlandse Taalunie.
Daarnaast is Buyse actief als voorzitter van de Stichting Leerpunt (sinds begin 2023), voorzitter van de vzw pacificatielezingen en bestuurslid van het Zuid-Afrika Huis Amsterdam en van de Stichting Onze Taal Den Haag. Ook doceert Buyse aan de Vlaamse Diplomatieke Academie.

## Publicaties
- Vlaanderen voert resoluut zijn eigen buitenlands beleid. In: Internationale Spectator 7 – 2015 (jrg. 69)[5]
- De verlokking van de eenvoud. In: Van alle slagvelden thuis. Liber Amicorum Luc De Vos, Davidsfonds, Leuven, 2012
- Gevecht in de polder. De moeizame uitvoering van de Scheldeverdragen van 2005. In: Het geheugen van de Lage Landen. Jo Tollebeek en Henk te Velde red. Ons Erfdeel, Rekkem, 2009
- Europa en zijn democratische paradox. In: Versta me niet verkeerd. Elf lessen in reputatiemanagement. Peter-Frans Anthonissen, red. Lannoo, Tielt, 2007
- Een harde test voor journalistieke professionaliteit. In: B. Pattyn en J. Wouters, Schokgolven. Over Terrorisme en Fundamentalisme, Davidsfonds, juni 2002
- Nieuw Radicaal Rechts in Europa (samenstelling en theoretisch kader). Houtekiet, Antwerpen-Baarn, april 2002
- Journalisten als luizen-in-de-pels van de diplomaat? Over de wisselwerking tussen media en buitenlands beleid. In P. Van Kemseke red., Diplomatieke Cultuur. Universitaire Pers, Leuven, 2000, blz. 263-279
- Cuba, België en de Koude Oorlog. In: M. Van den Wijngaert en L. Beullens, Oost West West Best. België onder de Koude Oorlog (1947-1989), Lannoo, Tielt, 1997, blz. 117-123
- Joegoslavië. Integratie en desintegratie in Europa. In: A. Daelemans e.a., “Met Uitzicht op Europa”. Garant, Leuven-Apeldoorn, 1995, blz. 167-172
- Joegoslavië. Het Gemanipuleerde Model. In: Wij waren hier het eerst. Etnische Minderheden in Centraal- en Oost-Europa. Davidsfonds-Pax Christi, Leuven, 1996, blz. 45-61
- De Staat van het Nationalisme, (samenstelling). Scoop, Groot-Bijgaarden, 1995
- Democratie voor Zaïre. De bittere nasmaak van een experiment. Scoop, Groot-Bijgaarden, 1989, 1993
- Internationale Politiek. In: Wegwijs Cultuur. Davidsfonds, Leuven, 1992-1993.